# Райл, Джерард
Джерард Райл (англ. Gerard Ryle; род. 1965, Лондон, Великобритания) — ирландско-австралийский репортёр-расследователь, глава Международного консорциума журналистов-расследователей, занимающегося расследованиями о держателях офшорных счетов, политике, финансовых и медицинских скандалах. 

## Биография
Райл родился в ирландской семье потомственных журналистов, родом из графства Керри. Его прадед, Морис Райл, работал в газетах Kerry People, Evening Herald и Irish Independent. 
Джерард Райл начал свою карьеру в Irish Press. В 1988 году он переехал в Австралию, где до 2000 года проработал в The Sydney Morning Herald в качестве редактора расследований. Среди прочего он расследовал использование детей-сирот для медицинских экспериментов, коррупцию в полиции и мошеннические сделки с землей. Впоследствии Райл занимал должность редактора в The Canberra Times. 
В 2011 году он был назначен главой Международного консорциума журналистов-расследователей (ICIJ). Под его руководством ICIJ стала одним из самых известных журналистских организаций в мире. Крупнейшими проектами ICIJ стали публикации документов о коррупции и уходе от уплаты налогов мировыми лидерами — Панамские документы (2016), Райские документы (2017) и Архив Пандоры (2021). 
Благодаря своей работе Райл четыре раза получал самую престижную премию австралийской журналистики – Walkley Awards.